# Никола Добречић
Др Никола Добречић (рођ. Станишић; Бартула, Стари Бар, 28. јануар 1872 — Загреб, 14. новембар 1955) био је српски римокатолички свештеник, један од најпознатијих Надбискупа барских и примаса Србије, патриотски Србокатолик, обновитељ римокатоличке цркве у Црној Гори, реформатор, пјесник, добротвор, теолог и филозоф, задужбинар, оснивач надбискупске резиденције у Бару.

## Животопис
Породично поријекло му је из засеока Добреци из Ливара, и презиме носе по том засеоку (што је раније била честа пракса). Родио се у мјесташцу Бартула код Старог Бара тада још под Турском империјом, у католичкој породици Станишића. Стари Бар је ослобођен од Турака током црногорско-турских ратова 1877. године, што је и Берлинским конгресом 1878. године признато заједно са независношћу Књажевине Црне Горе, а у Бару је одмах отворена „Србска основна школа“, док је имао још шест година. Никола Станишић је похађао ову српску народну школу, али је у школски дневник уписан под презименом "Добрец", по имену засеока недалеко од Ливара код Скадарског језера, одакле је поријеклом са очеве стране. То му је остало као утиснути надимак, па је и своје презиме не много касније извео од надимка, "Добречић". Први разред је завршио врло добар, али је морао послије поновити основно образовање прије вишег разреда, јер су се школска правила установљивала и најмање осмогодишњаци су смјели уписивати школу, а Никола је тек био навршио седам година. У одјељењу са 33 ученика које је млади Никола похађао, било је чак и шеснаестогодишњака. Брат му је Филип Добречић.
Родитељи су га 1890. године упутили у Рим у Краљевини Италији, гдје је похађао градски колеџ, успјешно га завршио и докторирао теологију, али потом и философију. За римокатоличког свештеника рукоположен је у базилици Светог Ивана у Латерану 1898. године. Био је парох у близини свог родног краја, у Зупцима, од 1899. до 1905. године, када је под Шимуном Милиновићем парох новостворене римокатоличке парохије на Цетињу. Док је служио ту, предавао је у цетињској основној школи, а започео је и каријеру у државним службеним пословима радећи као стенограф за Црногорску народну скупштину.
Смрћу Милиновића, 1912. године га је римска курија одабрала за новог барског надбискупа и српског примаса. Као поглавар римокатоличке цркве у Црној Гори, редовно ју је представљао у скупштини Краљевине Црне Горе и тијесно сарађивао са црногорским властима и двором Петровића, све до тајног бјекства краља Николе 1916. године у јеку пада под окупацију Централних сила током Првог свјетског рата, што га је посебно озлоједило и разочарало у политику Николе I. Први свјетски рат је прва инстанца када је показао своје српско-црногорско родољубље и патриотизам кроз писану дјелатност моралне подршке комитама из покрета отпора.
Био је 1918. године поборник идеје уједињења Црне Горе и Србије и признао, подржао и поздравио у име римокатоличке заједнице одлуку Велике народне скупштине српског народа у Црној Гори која је збацила владајући династију Петровића и прогласила безусловно уједињење са Србијом са династијом Карађорђевића. Наредне године службено је у име Краљевине Срба, Хрвата и Словенаца ишао до Свете столице, од које је успјешно задобио признање новостворене државе, а протестна нота црногорске владе у егзилу у Француској под вођством збаченога краља Николе није имала ефекта.
Током одлучивања о новом београдском надбискупу 1923. године, био је кандидат српско-хрватско-словеначке владе Николе Пашића, али то мјесто није добио. У Бару је 23. октобра 1923. године угостио на ручку краља Александра Карађорђевића (са владајућом династијом је био у добрим односима), који му је наздравио:
У Бару на овом првом кораку слободног српског мора дижем чашу за ваше благостање.
.. на што је др Никола поздравио краља у име цијелог „Српског приморја":
Нарочито ово дивно Српско Приморје, овај старославни град Бар, [..] од Вашег Величанства [..] очекује да буде главна лука при излазу трансбалканске жељезнице. Ова жељезница која би пролазила кроз Црну Гору и сишла на Бар, усрећила би Црну Гору а Ваше Величанство и Ваша краљевска влада задужили би Црну Гору за вјечна времена.
Никола Добречић је донио препород барској архиепископији, 1927. године је под њим изграђена арцибискупска палата која остаје резиденција барских архибискупа и примаса Србије до данашњега дана, а била је сједиште културног живота града Бара у његово вријеме, када је у њој наступало и изводило опере познато из тих крајева музичко-пјевачко и позоришно друштво „Братимство“, састављено из мјешовитог хора и скромног оркестра. Надбискуп Добречић је помагао ово соколарско друштво и претворио своју резиденцију у соколску пријестоницу, чији је циљ био јачање југословенског народног духа и јединства, а Добречић је финансијски помагао и друга национална и просвјетна друштва као што су били Народна одбрана, Јадранска стража, Добровољци или Женско добротворно.
У међуратном периоду Никола Добречић је често путовао по свијету налазећи југословенску економску емиграцију и покушавајући да је заинтересује за инвестиције у својој отаџбини, залагао се за већи привредни развој црногорског дијела југословенске монархије, а поготово његовог родног краја, барског приморја, гдје је иницирао више акција, можда најславнија од свих изградња Фордове фабрике у Бару, за шта је он најзаслужнији. Заслужан је и за материјално уздизање цјелокупне барске арцибискупије и просјечно свог свештенства. Истицао је потребу за жестоким развитком источног јадранског приморја, често упоређујући „хрватско Приморје“ са „потпуно запуштеним Српским Приморјем":
град и село, рај и пакао
Дана 20. јуна 1935. године отворио је „Арцибискупско сјемениште Примасије Српске“ при својој резиденцији, како би побољшао образовање, а поред већ наговијештеног забавишта, при његовој резиденцији је у његово вријеме радило и сиротиште, за напуштену дјецу из приморског краја. Док је Милан Стојадиновић био предсједник југословенске владе, поклонио је барском Соколском друштву соколску заставу. 1936. године су Соколи одржали у Добречићевом забавишту одржали једну од највећих свечаности икада, са преко 5.000 учесника из Улциња, Тивта, Зеленике, Ђеновића, Котора, Мориња, Рисна, Херцег Новог, Будве, Цетиње и самог Бара, а свечаности је присуствовао и сам бан Зетске бановине Петар Иванишевић међу виђенијима.
Године 1939. се јавила идеја о оснивању управо у Бару „Српске католичке богословије“, и у том циљу су 15. јуна виђенији дубровачки Србо-католици Лука Боне, Божо Хопе и др М. Грацић писали „Примасу свега краљевства српског“, истичући потребу за оснивањем богословије кола би ту била за српски католички пук на приморју, али била и централна за сав католички живаљ са простора бивших Црне Горе, Србије и Војводине (Барање, Бачке, Баната и Срема). Надбискуп Добречић је то одбио, у духу ширих потреба и погледа, тврдећи да би (на његову жалост, ниједно од та два се није никада остварило):
.. прије Богословије овде би требало отворити једно сјемениште са потпуном класичном гимназијом за све српске крајеве.
Године 1941. његова држава пада под нову окупацију послије крактотрајне инвазије током Априлског рата, овог пута од стране сила Осовине у Другом свјетском рату. И поред великог притиска од стране италијанских фашиста, он је остао на страни покрета отпора и подржавао општенародну борбу до краја ослобођења 1944. и 1945. године, у најтежа времена, када се по други пут показала њекова родољубивост. Одмах потом рата, др Никола Добречић је осудио тзв. „Пастирско писмо“ надбискупа Алојзија Степинца из 1945. године које је говорило о наводним неправдама спроведеним у првој Југославији против Римокатоличке цркве, супротстављајући се закључцима донијетим на бискупској конференцији у Загребу. У вријеме службене посјете Загребу, умро је 14. новембра 1955. године.
Никола Добречић је, поред свог матерњег српског, познавао још осам других језика. Његова сестра Роза је живјела у Дубровнику. Добречић је аутор масе пјесама посвећеним црногорским и србијанским државницима и црквеним великодостојницима, на српском, латинском, француском и италијанском језику. На својој личној задужбинској католичкој цркви коју је подигао уз архиепископско сједиште, цркви Светог Николе, је српски и ћирилицом утиснуо своје арцибискупско гесло:
За Бога и за свој Народ.
Цетињски вјесник је писао 1912. године о посвећењу српског примаса. 1920. је добио телеграм-позивницу за свечани догађај уједињења покрајинских српских цркава у Сријемским Карловцима у јединствену Српску патријаршију. У писму од 29. јануара 1913. Добречић пише министру просвјете Црне Горе, Јовану Пламенцу, о конкордату између Ватикана и Србије. Између осталога је написао: ...да се господар и Кр. влада заузму да Краљевска влада Србије признаде овој столици Примаство српско, те ову важну мисију склапања конкордата повјери мени, Србину родом и срцем, а не туђину... Примаство српско најбоље показује гдје је Пијемонт Српства... јер ће у томе погледу бити великих интрига од стране непријатеља Српства. 

## Дјела
- есеј „Виктор Иго као национални и међународни пјесник“
- збирка пјесама „Јубиларне пјесме“